# Ylä-Kourilehto
Ylä-Kourilehto este o arie protejată (arie specială de conservare — SAC, sit de importanță comunitară — SCI) din Finlanda întinsă pe o suprafață de 5 ha, integral pe uscat.

## Localizare
Centrul sitului Ylä-Kourilehto este situat la coordonatele 65°05′36″N 26°00′17″E / 65.0933°N 26.0047°E.

## Înființare
Situl Ylä-Kourilehto a fost declarat sit de importanță comunitară în mai 2002 pentru a proteja 1 specie de plante. Situl a fost protejat și ca arie specială de conservare în aprilie 2015.

## Biodiversitate
Situată în ecoregiunea boreală, aria protejată conține 2 habitate naturale: Taiga vestică, Mlaștini împădurite.
La baza desemnării sitului se află o specie protejată de  plante: Ranunculus lapponicus.
Pe lângă speciile protejate, pe teritoriul sitului au mai fost identificate 1 specie de plante, 1 specie de pești.